# 水仙操
〈水仙操〉，古琴曲，以伯牙向成連先生學琴的故事為題，或為伯牙所作。蔡邕的《琴操》、朱長文的《琴史》等多個文獻皆有記載，而曲譜首見於清代嘉慶七年的《自遠堂琴譜》。

## 文獻記載
- 《琴操》：「〈水仙操〉者，伯牙之所作也。伯牙學琴於成連先生，先生曰：『吾能傳曲，而不能移情。吾師有方子春者，善於琴，能作人之情，今在東海上。子能與我同事之乎？』伯牙曰：『夫子有命，敢不敬從。』乃相與至海上，見子春受業焉。乃與伯牙俱往，至蓬萊山，留伯牙曰：『子居習之，吾將迎之。』刺船而去。旬時，伯牙延望無人，但聞海水洞湧，山林杳冥，愴然嘆曰：『先生移我情矣！』乃援琴而歌，作〈水仙〉之操。」[2]

- 《琴史》、《太平御覽》、《通志》亦有記載[1]

## 收錄琴譜
《自遠堂琴譜》、《峰抱樓琴譜》、《琴學軔端》、《二香琴譜》、《悟雪山房琴譜》、《蕉庵琴譜》、《天聞閣琴譜》、《雙琴書屋琴譜集成》、《枯木禪琴譜》、《琴學初津》、《琴學叢書》（錄自《自遠堂琴譜》）

## 演奏版本
- 《自遠堂琴譜》，管平湖演奏[3]